# Suttonia suttoni
Suttonia suttoni är en fiskart som beskrevs av Smith, 1953. Suttonia suttoni ingår i släktet Suttonia och familjen havsabborrfiskar. Inga underarter finns listade i Catalogue of Life.